# Tirosina 3-monoossigenasi
La tirosina 3-monoossigenasi o tirosina idrossilasi (TH) è un enzima appartenente alla classe delle ossidoreduttasi, che catalizza la seguente reazione:
L-tirosina + tetraidrobiopterina + O2 ⇄ 3,4-diidrossi-L-fenilalanina + 4a-idrossitetraidrobiopterina
È la prima reazione della via biosintetica per la sintesi dei neurotrasmettitori della famiglia delle catecolamine, che comprendono la dopamina, la noradrenalina e l'adrenalina.
Il sito attivo contiene ferro(II) mononucleare. La 4a-idrossitetraidrobiopterina generata è in grado di deidratarsi a 6,7-diidrobiopterina, sia spontaneamente che mediante l'azione della 4a-idrossitetraidrobiopterina deidratasi (numero EC 4.2.1.96). La 6,7-diidrobiopterina può essere enzimaticamente ridotta a tetraidrobiopterina, da parte della 6,7-diidropteridina reduttasi (numero EC 1.5.1.34), o lentamente si trasforma nel composto più stabile 7,8-diidrobiopterina.

## Struttura e funzioni
È un tetramero composto da quattro subunità identiche di 60 kilodaltons ed è un substrato efficace per almeno nove tipi di protein-chinasi. L'enzima è attivato mediante fosforilazione. Un singolo residuo di serina, la numero 40, è bersaglio della PKA, PKG, PKC, CAMK II, chinasi ribosomiali 1 e 2 (Rsk-1, Rsk-2) e persino della acetil-CoA carbossilasi chinasi. 
La fosforilazione da parte della CAMK II richiede la presenza del coattivatore proteina 14-3-3beta.
Altri residui di serina possono essere fosforilati oltre alla serina 40. La serina 31, ad esempio, può essere fosforilata dalle MAPKs e dalla chinasi ciclo-dipendente Cdk-5. In alcune preparazioni di colture cellulari, la tirosina idrossilasi è fosforilata sulla serina 8 dalla chinasi ciclo-dipendente Cdk-1, mentre la serina 19 diviene bersaglio aggiuntivo delle chinasi Rsk-1 e -2.
Quale sia il significato fisiologico e funzionale di una così complessa regolazione, non è ancora chiaro. La TH è presente nei neuroni del sistema nervoso centrale e periferico che sintetizzano catecolammine. L'enzima è anche presente in elevata quantità nei neuroni che nello sviluppo diventeranno cellule cromaffini del surrene, concentrandosi nei terminali sinaptici.
La regolazione della sua fosforilazione è condizionata dagli stimoli che innalzano le concentrazioni di AMP ciclico e ioni calcio. La sintesi delle catecolammine tramite questo enzima limitante della sintesi (rate-limiting) avverrebbe quindi principalmente per fosforilazione dipendente dalla PKA, dalla PKC e dalla CAMK II. 
Tutti i neurotrasmettitori che, in aggiunta, portano alla attivazione delle MAPKs (risposte biologiche prolungate) potrebbero parimenti controllare la sintesi di noradrenalina e dopamina utili nella stabilizzazione della risposta biologica di partenza.
La chinasi cAMP dipendente, oltre a fosforilare le TH, fosforila anche la proteina CREB, la quale legandosi al sito CRE a monte del gene della TH, ne aumenta la frequenza della trascrizione (perché facilita il legame della RNA polimerasi al promotore del gene).